# Аналоговый сумматор
Ана́логовый сумма́тор — устройство, выполняющее операцию вида:
{\displaystyle Y=k_{1}\cdot X_{1}+k_{2}\cdot X_{2}+...+k_{n}\cdot X_{n},}
где {\displaystyle X_{1},X_{2},...X_{n}} — некоторые входные аналоговые величины,
{\displaystyle k_{1}...k_{n}} — действительные числа, весовые коэффициенты,
{\displaystyle Y} — выходная аналоговая величина, результат суммирования.
Наиболее часто аналоговые сумматоры используются в электронной технике.

## Сумматоры на операционных усилителях
Схема простейшего аналогового сумматора на операционном усилителе приведена на рисунке 1. В качестве суммируемых величин выступают входные напряжения {\displaystyle U_{1}\dots U_{n},} в качестве результата — выходное напряжение схемы {\displaystyle U_{OUT}.}

### Принцип действия
Полагая, что операционный усилитель является идеальным (с бесконечным коэффициентом усиления и нулевыми входными токами), из первого правила Кирхгофа получаем, что ток через резистор {\displaystyle R_{OC}} равен сумме токов через резисторы {\displaystyle R_{1}\dots R_{n}}:
{\displaystyle I_{OC}=I_{1}+I_{2}+...+I_{n}.}
Так как потенциал инвертирующего входа ОУ в идеальном случае равен 0 из-за действия отрицательной обратной связи (практически весьма близок к 0, так называемая «виртуальная земля»), и, выражая токи через напряжения и сопротивления резисторов, приходим к соотношению:
{\displaystyle -{\frac {U_{OUT}}{R_{OC}}}={\frac {U_{1}}{R_{1}}}+{\frac {U_{2}}{R_{2}}}+\dots +{\frac {U_{n}}{R_{n}}}.}
Таким образом, схема рисунке 1 выполняет над входными напряжениями операцию суммирования с отрицательными весовыми коэффициентами:
{\displaystyle U_{OUT}=-U_{1}{\frac {R_{OC}}{R_{1}}}-U_{2}{\frac {R_{OC}}{R_{2}}}-\dots -U_{n}{\frac {R_{OC}}{R_{n}}}.}
В случае, если {\displaystyle R_{OC}=R_{1}=R_{2}=\dots =R_{n}}, схема является инвертирующим сумматором со всеми весовыми коэффициентами равными −1, если же сопротивления резисторов имеют разные значения, получается взвешивающий сумматор, причём весовые коэффициенты для каждой входной переменной равны:
{\displaystyle k_{i}=-{\frac {R_{OC}}{R_{i}}}.}

### Параллельный сумматор
Подключая входные сигналы к инвертирующему и неинвертирующему входам операционного усилителя, можно получить схему, реализующую одновременно сложение и вычитание аналоговых сигналов. Эта схема, называемая параллельным сумматором, изображена на рисунке 2. Принцип действия схемы аналогичен принципу действия простейшего сумматора.
Полагая, что входные токи операционных усилителей пренебрежимо малы, а потенциалы на его входах равны {\displaystyle (U_{P}=U_{N}),} получим из первого правила Кирхгофа:
{\displaystyle I_{P}=\sum _{i=1}^{m}I_{Pi};}
{\displaystyle I_{N}=\sum _{i=1}^{n}I_{Ni};}
{\displaystyle {\frac {U_{P}}{R_{P}}}=\sum _{i=1}^{m}{\frac {U_{Pi}-U_{P}}{R_{Pi}}};}
{\displaystyle {\frac {U_{P}-U_{OUT}}{R_{N}}}=\sum _{i=1}^{n}{\frac {U_{Ni}-U_{P}}{R_{Ni}}}.}
Перенося в левые части двух последних уравнений члены, содержащие {\displaystyle U_{P},} принимая {\displaystyle {\frac {1}{R_{N}}}={\frac {1}{R_{N0}}};{\frac {1}{R_{P}}}={\frac {1}{R_{P0}}}} получим:
{\displaystyle U_{P}\sum _{i=0}^{m}{\frac {1}{R_{Pi}}}=\sum _{i=1}^{m}{\frac {U_{Pi}}{R_{Pi}}}.}
{\displaystyle U_{P}\sum _{i=0}^{n}{\frac {1}{R_{Ni}}}={\frac {U_{OUT}}{R_{N}}}+\sum _{i=1}^{n}{\frac {U_{Ni}}{R_{Ni}}}.}
Из обоих уравнений найдём {\displaystyle U_{P}} и приравняем правые части полученных выражений:
{\displaystyle U_{P}={\frac {\sum _{i=1}^{m}{\frac {U_{Pi}}{R_{Pi}}}}{\sum _{i=0}^{m}{\frac {1}{R_{Pi}}}}}={\frac {U_{OUT}}{\sum _{i=0}^{n}{\frac {R_{N}}{R_{Ni}}}}}+{\frac {\sum _{i=1}^{n}{\frac {U_{Ni}}{R_{Ni}}}}{\sum _{i=0}^{n}{\frac {1}{R_{Ni}}}}}.}
Из последнего выражения находим выходное напряжение схемы:
{\displaystyle U_{OUT}=R_{N}{\frac {{\frac {1}{R_{N}}}+\sum _{i=1}^{n}{\frac {1}{R_{Ni}}}}{{\frac {1}{R_{P}}}+\sum _{i=1}^{m}{\frac {1}{R_{Pi}}}}}\sum _{i=1}^{m}{\frac {U_{Pi}}{R_{Pi}}}-R_{N}\sum _{i=1}^{n}{\frac {U_{Ni}}{R_{Ni}}}.}
Таким образом, схема осуществляет сложение напряжений {\displaystyle U_{Pi}} и вычитание напряжений {\displaystyle U_{Ni}} с весовыми коэффициентами, равными:
{\displaystyle k_{Pi}={\frac {R_{N}}{R_{Pi}}}{\frac {{\frac {1}{R_{N}}}+\sum _{i=1}^{n}{\frac {1}{R_{Ni}}}}{{\frac {1}{R_{P}}}+\sum _{i=1}^{m}{\frac {1}{R_{Pi}}}}};}
{\displaystyle k_{Ni}=-{\frac {R_{N}}{R_{Ni}}}.}

## Применение сумматоров
Широко используются в вычислительной аналоговой технике, обработке сигналов, телевидении, электроакустике, средствах связи и др. Например, микшер электроакустических сигналов представляет собой сумматор с вручную или автоматически управляемыми весовыми коэффициентами суммирования.